# William Edward Ayrton

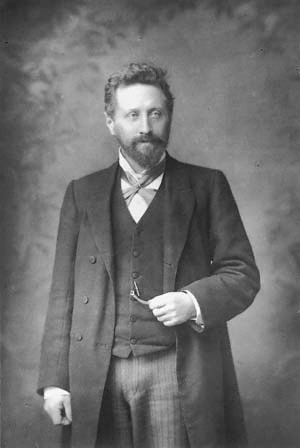
William Edward Ayrton

William Edward Ayrton (n. 14 septembrie 1847 - d. 8 noiembrie 1908) a fost un fizician și inginer electrotehnist englez.
A lucrat în administrația unor linii telegrafice în India, a fost profesor de fizică la o universitate din Tokio, iar mai târziu în Londra.
În colaborare cu inginerul irlandez John Perry, realizează instrumente de măsură sensibile, aduce îmbunătățiri generatorului electric, în domeniul transportului feroviar electrificat, precum și în alte domenii de aplicație ale electrotehnicii.
Ca apreciere pentru realizările sale, în 1906 i se decernează Royal Medal din partea Royal Society.